# Myiotheretes pernix
Myiotheretes pernix là một loài chim trong họ Tyrannidae.